# أثر ارتدادي (حفظ الطاقة)
في اقتصاديات الطاقة وحفظ الطاقة، الأثر الارتدادي (أو أثر الاسترجاع) هو الانخفاض في المكاسب أو الوفورات المتوقع تحقيقها عند تطبيق التقنيات الحديثة التي تزيد كفاءة استخدام الموارد، نتيجة الاستجابات السلوكية  أو المنهجية. تميل هذه الاستجابات عادة لمعادلة الآثار المفيدة للتقنية الجديدة أو التدابير الأخرى.
تركز الأدبيات في هذا الموضوع عمومًا على تأثير التحسينات التكنولوجية على استهلاك الطاقة، يمكن أن تطبق هذه النظرية على استخدام أي من الموارد الطبيعية أو المدخلات الأخرى مثل اقتصاد العمل. يعبر عن الأثر الارتدادي عمومًا بنسبة الوفورات المفقودة إلى الفائدة البيئية المتوقعة عند ثبات الاستهلاك.
على سبيل المثال، إذا حسّنّا كفاءة وقود العربات بنسبة 5% ونتج عن ذلك تناقص استهلاك الوقود بنسبة 2% فقط، يبلغ الأثر الارتدادي عندها 60% ((5-2)\5 = 60%). يمكن أن تكون قيمة 3% المفقودة قد استهلكت عبر زيادة السرعة عند القيادة أو زيادة المسافات المقطوعة عن السابق.
إن وجود الأثر الارتدادي لا خلاف عليه ولكن الجدل حول حجمه وأثره في العالم الحقيقي مازال مستمرًا. استنادًا إلى حجم الأثر الارتدادي، توجد خمسة أشكال للأثر الارتدادي(رد):
1. الحفظ الفائق (رد  >0 ): الحفظ الفعلي أكبر من القيمة المتوقعة  والأثر الارتدادي سلبي، يحدث هذا عندما يؤدي رفع الكفاءة إلى انخفاض التكلفة.
2. الارتداد الصفري (رد=0): الحفظ الفعلي يساوي القيمة المتوقعة وقيمة الأثر الارتدادي صفر.
3. الارتداد الجزئي (0>  رد > 1): الحفظ الفعلي في الموارد أقل من  القيمة المتوقعة، والأثر الارتدادي بين قيمتي 0 و 1. يسمى هذا أحيانًا (الاسترجاع) وهو النتيجة الأشيع في الدراسات السريرية على الأسواق الفردية.
4. الارتداد الكامل (رد =1): مقدار الحفظ في الموارد يساوي الارتفاع في الاستهلاك. الأثر الارتدادي هو 100%.
5. الأثر العكسي (رد <1): مقدار التوفير في الموارد سلبي لأن الاستهلاك ارتفع أكثر من التوفير المتوقع، الأثر الارتدادي أعلى من 100%. يعرف هذا الموقف باسم «مفارقة جيفنز».

من أجل تجنب الأثر الارتدادي، اقترح الاقتصاديون البيئيون أن تُحول وفورات التكلفة الناتجة عن  إلى ضرائب لتبقى تكلفة الاستهلاك ثابتة.

## التاريخ
«ويليام ستانلي جيفنز» هو أول من وصف الأثر الارتدادي في كتابه «مسألة الفحم» عام 1865، إذ لاحظ أن اختراع المحرك البخاري الأكثر كفاءة في بريطانيا جعل الفحم أكثر توفرًا للاستخدامات الجديدة الأخرى. ما أدى إلى زيادة الطلب على الفحم وزيادة أكبر في استهلاكه، مع أن كمية الفحم التي يتطلبها أي من هذه الاستخدامات قد انخفضت. ووفقًا لجيفنز «يوجد خلط للأفكار حين نعتقد أن الاستخدام الاقتصادي للوقود يكافئ تناقص استهلاكه، في الحقيقة العكس هو الصحيح».
يدين معظم المؤلفين المعاصرين لدانييل خزوم بظهور الأثر الارتدادي مجددًا في الأدب البحثي. مع أن خزوم لم يستخدم المصطلح،  فقد أثار فكرة أن النسبة بين زيادة كفاءة الطاقة وانخفاض استهلاكها أقل من واحد إلى واحد، بسبب تغير المحتوى السعري للطاقة عند تقديمها كمنتج نهائي للمستهلك. استندت دراسته على وفورات كفاءة الطاقة في الأجهزة المنزلية ولكن المبدأ يطبق في كل نواحي الاقتصاد. المثال شائع الدراسة هو سيارة أكثر كفاءة في استخدام الوقود. عندما تصبح تكلفة السير للكيلومتلر الواحد أقل، ستزداد سرعة القيادة  و/أو عدد الكيلومترات المقطوعة طالما أن المرونة السعرية للطلب لقيادة السيارة لا تساوي الصفر. من الأمثلة الأخرى الزيادة في إضاءة الحدائق بعد تقديم الصمامات الثنائية الباعثة للضوء (LED) الموفرة للطاقة، وزيادة حجم المنازل التي كان أحد أسبابها زيادة كفاءة استهلاك الوقود في أنظمة التدفئة. إذا كان الأثر الارتدادي أكثر من 100%، حينها تقضي زيادة الطلب على الوفورات الناتجة عن زيادة كفاءة استهلاك الوقود.
انتُقدت فرضية خزوم بشكل كبير من قبل مايكل غُرب وأموري لوفينز، الذين رفضا الفصل بين تحسينات كفاءة الطاقة في السوق الفردية والانخفاض في استهلاكها على نطاق الاقتصاد ككل. كتب لين بروكس مطورًا فكرة خزوم أكثر ومعززًا احتداد النقاش في مجلة «سياسة الطاقة» آنذاك، عن المغالطات في حل كفاءة الطاقة لمواجهة انبعاثات الاحتباس الحراري. أظهر تحليله أن أي تحسينات مبررة اقتصاديًا لرفع كفاءة الطاقة ستؤدي إلى تحفيز النمو الاقتصادي وتزيد بالتالي استخدام الطاقة. كي تساهم تحسينات كفاءة الطاقة في خفض استهلاك الطاقة على نطاق الاقتصاد ككل، يجب أن تكون التحسينات بتكلفة أكبر. ويعلق بروكس على المدافعين عن حل كفاءة الطاقة بقوله: «ترجع الصورة الحالية البارزة للموضوع إلى مد الحماسة الخضراء الحالي، أكثر من الاهتمام الواقعي بالحقائق والصحة وتكلفة الحلول».

### افتراض خزوم بروكس
في عام 1992، صاغ الاقتصادي هاري سوندرز مصطلح «افتراض خزوم بروكس» لوصف الفكرة القائلة أن وفورات كفاءة الطاقة تؤدي بشكل متناقض إلى زيادة استخدام الطاقة (المعادل الحديث لمفارقة جيفنز). صاغ وفورات كفاءة الطاقة باستخدام نماذج نمو كلاسيكية جديدة مختلفة، وأظهر أن الافتراض صحيح في مجموعة واسعة من الافتراضات.

في ختام بحثه، قال سوندرز:
«في غياب وفورات الكفاءة، ينمو استخدام الطاقة بخطى ثابتة مع النمو الاقتصادي (تبقى كثافة الطاقة ثابتة) عندما تكون أسعار الطاقة ثابتة... يمكن لوفورات كفاءة الطاقة أن تزيد من استهلاك الطاقة بطريقتين: من خلال جعل الطاقة أرخص من المدخلات الأخرى، وعن طريق زيادة النمو الاقتصادي، ما يزيد من استخدام الطاقة... هذه النتائج، رغم أنها لا تثبت افتراض خزوم بروكس، فهي تدعو المحللين المتعقلين في مجال الطاقة وصانعي السياسات إلى التمهل كثيرًا قبل رفضها».
قدم هذا العمل أساسًا نظريًا للدراسات التجريبية ولعب دورًا مهمًا في تأطير مسألة الأثر الارتدادي. وعزز الفجوة الإيديولوجية الناشئة بين اقتصاديي الطاقة حول الأثر الذي سيسمى فيما بعد الأثر الارتدادي. الموقفان اللذان تمسك الطرفان بهما هما:
التحسينات التكنولوجية في كفاءة الطاقة تُمكّن من تحقيق النمو الاقتصادي الذي كان مستحيلاً دون التحسين. وهكذا، فإن التحسينات في كفاءة استخدام الطاقة ستؤدي إلى آثار عكسية على المدى الطويل.
قد تؤدي التحسينات التكنولوجية في كفاءة استخدام الطاقة إلى أثر استرجاعي صغير. ولكن حتى على المدى الطويل، ستؤدي تحسينات كفاءة استخدام الطاقة إلى وفورات كبيرة في الطاقة.
على الرغم من إجراء الكثير من الدراسات في هذا المجال، لم يحصل أيٌ من الموقفين على إجماع الرأي في الأدبيات الأكاديمية. أظهرت الدراسات الحديثة أن الأثر الارتدادي المباشر مهم (نحو 30% في مجال الطاقة)، دون وجود معلومات كافية حول الأثر غير المباشر لمعرفة ما إذا كان الأثر العكسي يحدث بالفعل ومرات حدوثه. يميل الاقتصاديون إلى الموقف الأول، لكن معظم الحكومات والشركات والجماعات البيئية ملتزمة بالموقف الثاني. تدعو الحكومات والمجموعات البيئية إلى إجراء المزيد من الدراسات حول كفاءة استهلاك الوقود والزيادة الجذرية في الاستخدام الفعال للطاقة كوسيلة أساسية لخفض استخدام الطاقة وتقليل انبعاثات غازات الاحتباس الحراري (للتخفيف من آثار التغير المناخي). إذا كان الموقف الأول يعكس الواقع الاقتصادي بشكل أكثر دقة، هذا يعني أن الجهود المبذولة حاليًا لإحداث تقدم تكنولوجي في مجال كفاءة استهلاك الوقود قد لا تقلل استخدام الطاقة بشكل كبير، ويمكن أن تزيد استهلاك النفط والفحم وتزيد انبعاثات غازات الاحتباس الحراري على المدى الطويل.

## أنواع الأثر الارتدادي
يمكن تفريق الأثر الارتدادي الكامل إلى ثلاثة ردود فعل اقتصادية مختلفة للتغيرات التكنولوجية:
1. تأثير الارتداد المباشر: الزيادة في استهلاك السلعة ناتجة عن انخفاض تكلفة الاستخدام. يحدث هذا بسبب تأثير الاستبدال .
2. تأثير الارتداد غير المباشر: يتيح انخفاض تكلفة الخدمة زيادة استهلاك المنزلي للسلع والخدمات الأخرى. على سبيل المثال، قد تُوفَّر المدخرات من نظام تبريد أكثر كفاءة في سلعة فاخرة أخرى. يحدث هذا بسبب تأثير الدخل .
3. التأثير الاقتصادي الواسع: إن انخفاض تكلفة الخدمة يقلل من أسعار السلع الأخرى، ويخلق إمكانيات إنتاج جديدة ويزيد من النمو الاقتصادي.

في مثال تحسين كفاءة استهلاك الوقود في السيارة، يكون الأثر الارتدادي المباشر: زيادة استخدام الوقود عن طريق القيادة لمسافات أكبر بسبب رخص تكلفة القيادة. ويكون الأثر غير المباشر: زيادة استهلاك السلع الأخرى بسبب استخدام الوفورات في تكاليف الوقود الناتجة عن زيادة الكفاءة لشراء السلع الأخرى. نظرًا لزيادة استهلاك السلع الأخرى، يزداد استهلاك الوقود في إنتاج تلك السلع أيضًا. يكون الأثر على مستوى الاقتصاد ككل تأثيرًا طويل الأمد، تؤدي زيادة كفاءة وقود المركبات إلى زيادة إمكانيات الإنتاج والاستهلاك في جميع نواحي الاقتصاد، بما فيها  آثار ذلك على معدلات النمو الاقتصادي.